# Canis Canem Edit
Canis Canem Edit (Latijn voor Hond eet hond), is een computerspel van het genre actie-avontuur openwereldspel ontwikkeld door Rockstar Vancouver. Het is in de Verenigde Staten op 17 oktober 2006 uitgebracht, in Groot-Brittannië op 25 oktober en in de rest van Europa (waaronder Nederland en België) op 27 oktober. Het spel is buiten de "PAL-zone" uitgebracht als Bully (Pestkop).
Ook een Xbox versie was gepland, deze is echter nooit uitgebracht. In plaats hiervan is er op 3 maart 2008 een versie uitgebracht voor de Xbox 360 genaamd Bully: Scholarship Edition. Aan deze versie zijn 8 nieuwe missies toegevoegd. Op 21 oktober 2008 is ook de PC-versie uitgebracht, deze is net als vele andere Rockstar games verkrijgbaar via Steam.

## Verhaal
De speler speelt als James "Jimmy" Hopkins, een 15-jarige dwarse en slecht opgevoede jongeman. Zijn vaak hertrouwde moeder gaat op huwelijksreis met Jimmy's nieuwe stiefvader en doordat Jimmy van vele scholen is verwijderd, zit er niets anders op dan Jimmy als laatste optie op Bullworth Academy te plaatsen. Dit is een typische Engels-achtige kostschool waar geen pestgedrag geduld wordt. De school is slecht georganiseerd, waardoor het een paradijs is voor pesterij en extreem gedrag. Over zijn vader en verdere familie wordt niets bekendgemaakt.
Vermoedelijk is hoofdpersonage Jimmy Hopkins gebaseerd op probleemkind Mondain, uit de Franse film: Les choristes.

## Klieken
Jimmy komt in de loop van het spel met alle groepen in contact, en zal met alle het gevecht aan moeten gaan om respect te verdienen. Iedere groep heeft zijn eigen speciale zelfverdedigingstechnieken en middelen.
Bullies
De bullies zijn de pestkoppen van de school, ze zijn een bedreiging voor ieder kwetsbaar karakter. Ze laten de dominante groepen op school onder normale omstandigheden altijd met rust. Deze groep heeft buiten het gedrag om geen bijzondere uiterlijke kenmerken, en staat het meest dichte bij de normale groep studenten van Bullworth ondanks hun puberale pestgedrag. Ze zijn casual gekleed, in-game uitsluitend met een witte polo. Leden binnen deze groep komen vooral uit de middenklasse. Ze zijn te vinden in en rondom de school en Bullworth Town. Vooral het In-And-Out Motel ten oosten van Bullworth Town trekt veel Bullies aan.
Nerds
De Nerds zijn de meest verstandelijk begaafde en teruggetrokken karakters op school. Zij worden erg stereotypisch afgebeeld, met veelal een bril op en nette maar niet zorgvuldig verzorgde haren en kleren, verder hebben ze een voorliefde voor stripboeken en videogames. Hun grootste vijanden zijn de Jocks. Leden binnen deze groep komen vooral uit de middenklasse. Op school zijn ze vooral te vinden bij de bibliotheek, buiten school bevinden ze zich met regelmaat in Bullworth Town, en soms in de winkelzone van Old Bullworth Vale.
Greasers
De Greasers zijn de meest achterstandige karakters op school. Ze worden afgebeeld met een 50's uitstraling; leren jassen, vetkuif en een voorliefde voor motorvoertuigen en fietsen. De Greasers wonen in het armere maar stedelijk bebouwde deel van Bullworth, namelijk New Conventry. Hun grootste vijanden zijn de rijke Preppies. Leden binnen deze groep komen uit de lagere klasse. Op school bevinden de Greasers zich vooral in de buurt van de Auto Shop en de afvallige plaats achter de parkeerplaats, daarbuiten zijn ze hoofdzakelijk te vinden in New Coventry en soms in Bullworth Town.
Preppies
De Preppies zijn de rijkste en meest welstandige karakters. Deze groep wordt afgebeeld als het meest verfijnd qua uiterlijk en spraak, al is een groot deel vooral pretentieus. Ondanks deze dure smaak maken de Preppies getalenteerde klassieke boksers. De groep is onder de studenten gerespecteerd maar niet zozeer gewaardeerd, met name om hun rijkdom. Er worden regelmatig grapjes gemaakt over incest dat zich zou voordoen binnen deze rijke families. Leden binnen deze groep komen uit de hogere klasse. Ze zijn op school vooral te vinden bij het Harrington House, buiten school zijn ze te vinden in hun woonplaats Old Bullworth Vale, met nadruk in de Glass Jaw Boxing Club.
Jocks
De Jocks zijn macho-achtige sportievelingen, en staan aan de top van de hiërarchie onder de studenten op school. Leden binnen deze groep worden afgebeeld als lichtzinnige en uitzonderlijk fitte karakters, die moeilijk te verslaan zijn in gevecht. Ze haten hun stereotypische tegenpartij, de sterkzinnige Nerds. Leden uit deze groep lijken uit de middenklasse te komen. Ze zijn exclusief te vinden op school, hoofdzakelijk bij het sportveld.
Townies
De Townies zijn ongeschoolde verschoppelingen van ongeveer een paar jaar ouder dan Jimmy. Zij zijn de meest arme en afvallige groep bewoners van omgeving Bullworth, en worden afgebeeld als gevaarlijke en onvoorspelbare personages door hun gebrek aan eigenwaarde. Ze verblijven in Blue Skies Industrial Park, waar ze vooral wonen in caravans en alles wat enigszins onderdak biedt. Ook zijn ze met regelmaat te vinden in Bullworth Town. Leden binnen deze groep komen uit de laagste klasse. Ze zijn een bedreiging voor Jimmy tot aan Chapter 5.

## Omgeving
Bullworth is een stadje wat bestaat uit 6 afzonderlijke delen. Ieder deel wordt afgebeeld met eigen functie, bebouwing en doelgroep karakters.
Bullworth Academy
De enige lokale school. Jimmy is afgezonderd van de rest van Bullworth tot chapter 2. Bullworth Academy is een campus die bestaat uit 8 afzonderlijke delen namelijk: de school, de parkeerplaats, de autogarage, de slaapzalen, de bibliotheek, Harrington Huis, het observatorium en de sportgelegenheden.
Bullworth Town
Dit is het centrum van Bullworth. Bullworth Town is dichtbebouwd, en trekt van alle delen de meest verschillende groepen aan.
Bijzondere doelgroep(en): Nerds, Bullies, Greasers, Townies
Old Bullworth Vale
Het westelijke gedeelte van Bullworth. Old Bullworth Vale is een welvarende buurt die bestaat uit 2 verschillende gebieden; de noordelijke woonzone die vooral bestaat uit villa's en de zuidelijke winkelzone die tegen het strand aan grenst.
Bijzondere doelgroep(en): Preppies
New Coventry
Het oostelijke gedeelte van Bullworth. New Coventry is het armste bebouwde gebied, en wordt bewoond door de lagere sociale klasse in Bullworth, waaronder arbeiders en Greasers. New Coventry wordt afgescheiden van Blue Skies Industrial Park door een treindepot, en bestaat vooral uit oude lage flatwoningen en lichte industrie.
Bijzondere doelgroep(en): Greasers
Blue Skies Industrial Park
Dit is het industriële gebied in de omgeving van Bullworth dat zuidoostelijk gelegen is vanaf Bullworth Town. Het noordelijke gedeelte wordt bewoond door Townies, de rest bestaat uit lichte tot zware industrie.
Bijzondere doelgroep(en): Townies
Happy Volts Asylum
Het psychiatrische instituut van omgeving Bullworth. Bullworth's psychisch gestoorden worden hier opgenomen voor een gedwongen behandeling.

## Ontvangst
| Beoordeeld door       | Platform      | Datum            | Score |
| --------------------- | ------------- | ---------------- | ----- |
| UOL Jogos             | PlayStation 2 | 27 oktober 2006  | 100%  |
| Futuregamez.net       | PlayStation 2 | 4 november 2006  | 91%   |
| Bit-Tech              | PlayStation 2 | 4 november 2006  | 90%   |
| Deeko                 | PlayStation 2 | 1 november 2006  | 90%   |
| Cheat Code Central    | PlayStation 2 | 2006             | 90%   |
| IGN                   | PlayStation 2 | 16 oktober 2006  | 89%   |
| Gaming Target         | PlayStation 2 | 21 november 2006 | 84%   |
| Gaming since 198x     | PlayStation 2 | 11 juli 2012     | 80%   |
| GamesAreFun.com (GAF) | PlayStation 2 | 8 november 2006  | 70%   |
| Retrogaming History   | PlayStation 2 | 7 maart 2008     | 70%   |